# Mișcare browniană

Simularea mișcării browniene a unei particule macroscopice (particula de praf) în timpul coliziunii ei cu un mare număr de particule microscopice (molecule de gaz) ce se mișcă cu diferite viteze și în direcții diferite

Mișcarea browniană este o mișcare spontană, complet haotică și dependentă de temperatura mediului, a unor particule sau molecule aflate într-o suspensie coloidală sau dispersie gazoasă. Robert Brown a observat fenomenul în anul 1828, când a încercat să studieze particule de polen în câmp microscopic.

Trei imagini bidimensionale ale mișcării browniene:după 32 de secvențe, 256 de secvențe și 2048 secvențe reprezentate prin tonuri progresive ale culorii albastre.

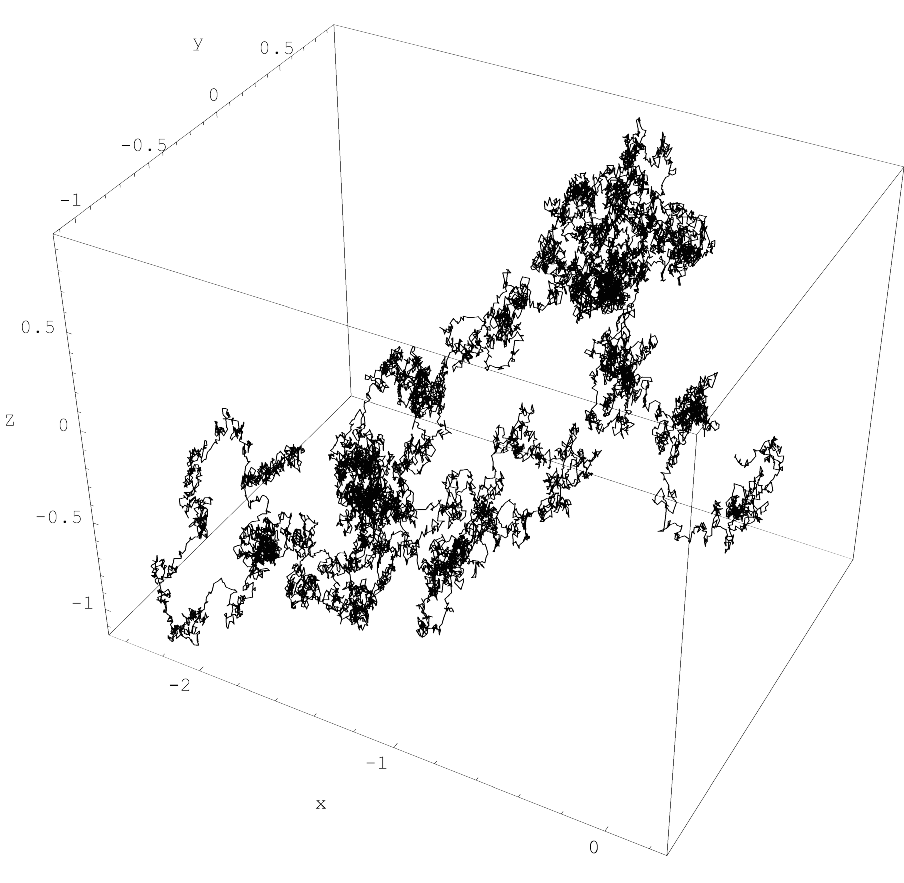
Simulare tridimensională a mișcării browniene pentru secvențe de 0.0001 s corespunzătoare unui interval de timp: 0 ≤ t ≤ 2.

La temperatura de zero absolut (0 Kelvin), mișcarea termică încetează.
Primul care a dezvoltat o teorie a mișcării browniene, confirmată apoi experimental, a fost Albert Einstein, care în 11 mai 1905 a publicat în revista Annalen der Physik articolul „Despre mișcarea particulelor mici suspendate în lichide staționare, conform cerințelor teoriei cinetico-moleculare a căldurii” 
El a stabilit legea care îi poartă numele și care arată că media pătratelor deplasărilor (sau proiecțiilor sale) particulelor browniene variază direct proporțional cu timpul în care se fac deplasările, temperatura rămânând constantă.

## Descoperirea mișcării browniene
Botanistul englez Robert Brown în anul 1827, preocupat cu studiul microscopic al polenului diverselor plante, a preparat o suspensie coloidală din polen în apă. Metoda suspensiei era folosită pentru a separa particulele de polen extrem de fine în vederea studierii la microscop a unei singure particule. Brown a observat în câmpul microscopic că polenul din suspensie manifestă o mișcare complet dezordonată și continuă. El a crezut că mișcările se datorează agitării preparatului în timpul procesului de amestecare a polenului în apă; lăsând suspensia în stare de repaus timp de mai multe luni se aștepta ca gradul de agitație a polenului să scadă sau să înceteze. Spre surprinderea lui, intensitatea agitației particulelor n-a scăzut și nu prezenta nicio modificare a particularităților sale. La început aceste mișcări erau considerate o formă de manifestare a vieții, dar în scurt timp s-a descoperit că fenomenul observat de către Brown se manifestă și în cazul suspensiilor de mici particule anorganice. Mai mult, s-a arătat că intensitatea mișcărilor complet dezordonate ale particulelor crește odată cu temperatura și scade odată cu creșterea masei particulelor din suspensie. Ulterior s-a descoperit că fenomenul este prezent și în cazul unor particule solide, extrem de fine, dispersate într-un mediu gazos (în aer, de exemplu) Fenomenul pus în evidență de Brown a fost denumit mișcare browniană și se poate defini în felul următor:
| Enunț: Se numește mișcare browniană, mișcarea continuă, complet dezordonată, dependentă de temperatură, a unor particule solide aflate în suspensie într-un fluid. |

Există o limită superioară a masei particulelor peste care fenomenul mișcării browniene devine insesizabilă. Aceasta depinde atât de temperatură cât și de natura fizică a fluidului
în care sunt dispersate particulele. Particulele la care se poate pune în evidență existența mișcării browniene poartă numele de particule Brown.

## Teoria mișcării browniene a lui Einstein
Experimental se constată că mișcarea browniană este spontană (adică nu este generată de vreo cauză externă) și nu încetează niciodată și este cu atât mai intensă cu cât:
- temperatura este mai ridicată;
- particulele în suspensie sunt mai mici;
- lichidul este mai puțin vâscos.